# Metasphen vigilans
Metasphen vigilans är en tvåvingeart som beskrevs av Frey 1927. Metasphen vigilans ingår i släktet Metasphen och familjen skridflugor. Inga underarter finns listade i Catalogue of Life.